# До Миой
До Миой (в'єт. Đỗ Mười,  нар. 2 лютого 1917. Тханьчі, Французький Індокитай  — пом. 1 жовтня 2018 Ханой В'єтнам) , справжнє ім'я Нгуєн Зуї Конг (в'єт. Nguyễn Duy Cống) — в'єтнамський державний та політичний діяч, генеральний секретар Комуністичної партії В'єтнаму з 1991 до 1997 року, прем'єр-міністр В'єтнаму з 1988 до 1991 року.

## Біографія
Народився 2 лютого 1917 року в передмісті Ханоя. В юнацькому віці приєднався до національно-визвольного руху, вступив до лав Комуністичної партії Індокитаю 1939 року, але за два роки був заарештований французькою владою та засуджений до 10 років виправних робіт у в'язниці Хоало. 1945 року До Миой втік з в'язниці та вступив до лав В'єтміню — військово-політичної організації, створеної Хо Ши Міном для боротьби за незалежність В'єтнаму від Франції та Японії.
Під час першої індокитайської війни До Миой служив політичним комісаром армії, отримав звання бригадного генерала, наприкінці війни командував військами В'єтміню в битві при Хайфоні. З травня 1955 до грудня 1956 року займав пост голови Народного військово-адміністративного комітету Хайфона. У грудні 1956 року був призначений на пост заступника міністра, а у квітні 1958 — міністром внутрішньої торгівлі та займав цей пост до лютого 1961 року, після чого вийшов у відставку за станом здоров'я. На 3-му з'їзді КПВ 1960 року його було обрано членом її Центрального комітету. В листопаді 1967 До Миой був призначений на пост голови Економічної ради (пізніше перейменована на Державну комісію з ціноутворення), а 1969 року був переведений на роботу в галузі будівництва. У грудні того ж року До Миой був призначений заступником прем'єр-міністра й міністром будівництва в уряді Фам Ван Донга.
На 4-му з'їзді КПВ 1976 року До Миоя було обрано кандидатом у члени Політбюро ЦК КПВ. Наступного року був призначений на посаду заступника голови Комітету з реорганізації промисловості й торгівлі — спеціального органу, призначеного для проведення соціалістичних перетворень у Південному В'єтнамі, передусім націоналізації та колективізації (так званий «план X2»). Головою Комітету був Нгуєн Ван Лінь (у подальшому — генеральний секретар ЦК КПВ), проте у лютому 1978 року його було звільнено від посади, й Комітет очолив До Миой. 31 березня того ж року До Миой за дорученням прем'єр-міністра Фам Ван Донга підписав указ про заборону приватної власності у В'єтнамі. Під керівництвом До Миоя було сформовано понад 60 тисяч спеціальних загонів молоді, які здійснювали усім В'єтнамом заходи із закриття приватного бізнесу.
На 5-му з'їзді КПВ 1982 року До Миой був обраний членом Політбюро ЦК КПВ. 1984 він висловив точку зору, що економічна система країни має бути реформованою, та запропонував проект реформи ціноутворення й системи оплати праці, а також скасування субсидій державним підприємствам. При цьому До Миой в цілому залишався на позиціях переваги планової економіки над ринковою.
По смерті генерального секретаря ЦК КПВ Ле Зуана в липні 1986 року й короткочасного керівництва Чионг Тіня, до керівництва КПВ на 6-му з'їзді прийшов Нгуєн Ван Лінь, який ініціював програму економічних реформ «доймой» («оновлення»), орієнтовану на побудову соціалістично орієнтованої ринкової економіки. Після смерті прем'єр-міністра В'єтнаму Фам Хунга 10 березня 1988 року постало питання щодо заміщення посади голови уряду. Упродовж березня-червня того ж року виконувачем обов'язків прем'єра був Во Ван Кіт, і в керівництві КПВ були прибічники його кандидатури на пост глави уряду. Проте на кандидатурі До Миоя наполягав генеральний секретар КПВ Нгуєн Ван Лінь, і 22 червня Національна асамблея В'єтнаму затвердила До Миоя прем'єр-міністром, хоча при цьому 36% голосів було подано за кандидатуру Во Ван Кіта.

## Прем'єр-міністр
На посаді глави уряду До Миой продовжив здійснення економічних реформ, що принесло певні результати. Було розв'язано продовольчу проблему, В'єтнам з імпортера продовольства перетворився на третього у світі експортера рису (1,5 млн т. 1989 року), почав задовольнятись попит населення на товари повсякденного вжитку, вдалось знизити інфляцію з 700% 1986 року до 67% 1990.
На початку 1989 року було проведено низку заходів з реформування галузі фінансів і торгівлі з метою різкого обмеження маси грошових і кредитних коштів у господарському вжитку. Державні виробничі й торгові підприємства були зняті з дотацій з бюджету, скасовувався розподіл товарів за картками. У банках В'єтнаму було збільшено відсоток на внески підприємств і приватних осіб, зросли ставки кредиту, які перевищили рівень інфляції, що сприяло притоку грошових коштів до банків. Було дозволено вільну купівлю-продаж золота всередині країни, що мало велике значення для суспільства, де й наприкінці XX століття будинки та інша нерухомість оцінювались у золотих зливках. Було в основному ліквідовано дворівневу систему цін (вільні ринкові ціни й ціни, що затверджувались державою).
Певні результати приніс і Закон про іноземні інвестиції, ухвалений ще у грудні 1987 року. У перший рік після його прийняття уряд надав згоду на 37 інвестиційних проектів на суму $366 млн, а за перші п'ять років після ухвалення цього закону іноземні інвестори вклали до в'єтнамської економіки $5 млрд, переважно то були бізнесмени з Тайваню, Японії Сінгапуру.

## Генеральний секретар ЦК КПВ
У червні 1991 року відбувся 7 з'їзд КПВ, те сталась заміна керівництва партії: з 12 членів Політбюро було замінено 7, Нгуєн Ван Лінь вийшов у відставку з посту генерального секретаря, новим генеральним секретарем ЦК КПВ було обрано До Миоя.
До Миой займав посаду генерального секретаря ЦК КПВ до грудня 1997 року, після чого вийшов у відставку за станом здоров'я. Був радником Центрального Комітету партії з грудня 1997 2001 року.